# Božena Šimečková
Božena Šimečková (11. srpna 1900 – ???) byla česká a československá politička Komunistické strany Československa a poúnorová poslankyně Národního shromáždění ČSR.

## Biografie
Za druhé světové války byla aktivní v komunistickém odboji v Úvalech. Dne 13. února 1941 byla zatčena a uvězněna. Profesně se k roku 1954 uvádí jako „obětavá pracovnice“ JZD v Úvalech. V jiném zdroji z roku 1954 je zmiňována jako vedoucí živočišné výroby v JZD Úvaly.
Ve volbách roku 1954 byla zvolena za KSČ do Národního shromáždění ve volebním obvodu Praha-venkov. V Národním shromáždění zasedala až do konce jeho funkčního období, tedy do voleb v roce 1960.